# Кюхенмайстер, Райнер
Райнер Кюхенмайстер (нем. Rainer Küchenmeister; 14 октября 1926 года, Ален, Вестфалия, Германия — 6 мая 2010 года, Париж, Франция) — немецкий художник, антифашист, член движения Сопротивления во время Второй мировой войны, член организации «Красная капелла».

## Биография
Родился 14 октября 1926 года в Алене, в Вестфалии, в Германии. Сын Валетра Кюхенмайстера и Анны Августы Ласновски. В 1928 году вместе с родителями переехал в Берлин, где у него появился брат Клаус. После окончания школы в 1941 году учился на художника-декоратора. Его первым учителем был друг отца, художник и скульптор Курт Шумахер, которому он помогал в оформлении вестибюля «Нойен пост» в Берлин-Шёнеберге.
Вместе с отцом и его друзьями, участвовал в акциях берлинской группы движения Сопротивления. Осенью 1942 года был арестован гестапо и содержался в тюрьме на Александерплац в Берлине. В соседней с ним камере находилась Като Бонтьес ван Бек, тоже член движения Сопротивления. Ему было 15 лет, ей 21 год. В заключении между ними возникло чувство. Като приговорили к высшей мере наказания, а Райнера в феврале 1943 года отправили в концентрационный лагерь Моринген. В марте 1945 года его перевели в штрафной батальон вермахта и направили на фронт. Оба родителя Райнера не пережили войну: отец был приговорён к высшей мере наказания и казнён в тюрьме Плётцензее, мать погибла во время бомбардировки Берлина.
После освобождения поступил в Вайсензейскую школу искусств, но, некоторое время спустя, оставил обучение. В 1946—1947 годах учился в школе-мастерской Билефельдера. В 1950-х годах жил в Западном Берлине, но не получил признание как художник. В 1964 году принял участие в выставке «Documenta III» в Касселе с рисунком в отделении «Картина». Это было его первое участие на выставке международного уровня. В 1969 году был назначен профессором в Государственной академии изобразительного искусства в Карлсруэ и стал действительным членом Академии художеств в Берлине.
Последние годы жизни провёл в Нормандии и Париже. Умер 6 мая 2010 года в Париже, во Франции.

### Премии
- Прайс дер Штадт, Вольфсбург (1961)
- Биеннале де Жёне, Париж (1961)
- Вилла Романа, Флоренция (1964)
- Берлинер Кунстпрайс, Берлин (1971)

### Память
На месте его последнего адреса до ареста гестапо в Берлине-Вильмерсдорфе 13 октября 2010 года была установлена памятная плита.